# Reg White
Reginald James White, detto Reg (28 ottobre 1935 – 27 maggio 2010), è stato un velista britannico.

## Palmarès

### Olimpiadi
- 1 medaglia:
  - 1 oro (Montréal 1976 nella classe Tornado)